# Madagaskarski dolgoprstež
Madagaskarski dolgoprstež ali aje-aje (znanstveno ime Daubentonia madagascariensis) je dolgoprsti lemur, primat vrste strepsirin (polopice), ki izvira iz Madagaskarja, z zobmi, podobnimi glodavcem, ki nenehno rastejo in posebnim tankim sredincem.
Je največji nočni primat na svetu. Zanj je značilna nenavadna metoda iskanja hrane: potrka po drevesih, da bi našel ličinke, nato pa z naprej nagnjenimi sekalci pregrizne lubje v lesu, da naredi majhno luknjo, v katero vstavi ozek sredinec, da izvleče ličinke. To metodo iskanja hrane imenujemo udarno iskanje hrane in zavzame 5–41 % časa iskanja hrane. Edine druge živeče vrste sesalcev, za katere je znano, da najdejo hrano na ta način, so črtasti oposum in trioks (rod Dactylopsila) iz severne Avstralije in Nove Gvineje, ki so vrečarji. Z ekološkega vidika aje-aje zapolnjuje nišo žolne, saj je sposoben prodreti v les in iz njega izvleči nevretenčarje.
Aje-aje je edini obstoječi predstavnik rodu Daubentonia in družine Daubentoniidae. IUCN ga trenutno uvršča med prizadete vrste. Zdi se, da je druga vrsta, Daubentonia robusta, izumrla na neki točki v zadnjih 1000 letih in je znana iz subfosilnih najdb.

## Etimologija
Rod Daubentonia je leta 1795 po francoskem naravoslovcu Louis-Jean-Marie Daubentonu poimenoval njegov študent Étienne Geoffroy Saint-Hilaire. Sprva je Geoffroy razmišljal o uporabi grškega imena Scolecophagus ('črvojedec') za svoje prehranjevalne navade, vendar se ni odločil, ker ni bil prepričan o navadah aje-aje in o tem, ali bodo morda sčasoma odkrili druge sorodne vrste. Leta 1863 je britanski zoolog John Edward Gray skoval družinsko ime Daubentoniidae.
Francoski naravoslovec Pierre Sonnerat je bil prvi, ki je leta 1782 uporabil ljudsko ime aje-aje, ko je opisal in ilustriral lemurja, čeprav ga je angleški zoolog George Shaw leta 1800 imenoval tudi 'lemur z dolgimi prsti' - ime ki se ni prijelo. Po Sonneratu je bilo ime aje-aje oz. cri d'exclamation & d'étonnement (krik vzklikanja in začudenja). Vendar pa je ameriški paleoantropolog Ian Tattersall leta 1982 ugotovil, da ime spominja na malgaško ime hai hai (tudi ahay, aiay, haihay), ki se nanaša na žival in se uporablja po vsem otoku. Po mnenju Dunkel et al. (2012), razširjena uporaba malgaškega imena kaže, da ime ni moglo izhajati od Sonnerata. Druga hipoteza, ki sta jo predlagala Simons in Meyers (2001) je, da izhaja iz heh heh, kar je malgaško za 'ne vem'. Če je pravilno, potem je ime morda izviralo od Malgašev, ki so rekli heh heh, da bi se izognili izgovorjavi imena strašne, čarobne živali.

## Evolucijska zgodovina in taksonomija
Zaradi izpeljanih morfoloških značilnosti se je po odkritju razpravljalo o klasifikaciji aje-aje. Posedovanje stalno rastočih sekalcev (sprednjih zob) je vzporedno s tistimi pri glodavcih, zaradi česar so zgodnji naravoslovci napačno uvrstili aje-aje v red sesalcev Rodentia in kot veverico zaradi prstov na nogah, barve dlake in repa. Vendar pa je aje-aje mačkam podobna tudi po obliki glave, oči, ušes in nosnic.
Razvrstitev aje-aje v red primatov je bila prav tako negotova. Velja za zelo izpeljanega člana družine Indridae, bazalne veje podreda strepsirrhine in je v nedoločenem sorodstvu z vsemi živimi primati. Leta 1931 sta Anthony in Coupin aye-aye uvrstila v infrared Chiromyiformes, sestrsko skupino drugih strepsirinov. Colin Groves je podprl to klasifikacijo leta 2005, ker ni bil povsem prepričan, da je aje-aje tvoril klad z ostalimi madagaskarskimi lemurji.
Vendar pa molekularni rezultati dosledno uvrščajo Daubentonia med najbolj bazalne lemurje.. Najbolj skromna razlaga za to je, da vsi lemurji izhajajo iz enega samega prednika, ki je med paleogenom priplul iz Afrike na Madagaskar. Podobnosti v zobovju med aje-ajeami in več fosili afriških primatov (Plesiopithecus in Propotto) so vodile do alternativne teorije, da so predniki aje-aje kolonizirali Madagaskar ločeno od drugih lemurjev. Leta 2008 so Russell Mittermeier, Colin Groves in drugi prezrli obravnavo taksonomije na višji ravni, tako da so lemurje opredelili kot monofiletne in da vsebujejo pet živih družin, vključno z Daubentoniidae.
Nadaljnje dokaze, ki kažejo, da aje-aje spada v naddružino Lemuroidea, je mogoče sklepati iz prisotnosti petrosalnih bikov, ki obdajajo ušesne koščice. Aje-aje so lemurjem podobni tudi po krajših zadnjih nogah.

## Anatomija in morfologija
Odrasel Madagaskarski dolgoprstež je običajno dolg približno 60 centimetrov, rep pa je daljši od telesa. Vrsta ima povprečno dolžino glave in telesa 36–43 cm ter rep 56–61 cm in tehta okoli 2 kilograma.
Mladi so običajno srebrne barve spredaj in imajo črto po hrbtu. Vendar ko začnejo dosegati zrelost, bodo njihova telesa popolnoma prekrita z gostim kožuhom in običajno niso enobarvni. Na glavi in hrbtu so konice las običajno bele, preostali del telesa pa je običajno rumene in/ali rjave barve.
Med značilnimi lastnostmi so njegovi prsti. Tretji prst, ki je veliko tanjši od ostalih, se uporablja za izvlačenje ličink in žuželk iz dreves s pomočjo kljukastega žeblja. Prst je edinstven v živalskem kraljestvu, saj ima metakarpofalangealni sklep s kroglico in vtičnico, lahko doseže grlo skozi nosnico in se uporablja za kopanje nosu in uživanje sluzi (mukofagija), ki je tako pridobljena iz notranjosti nosu. Aje-aje je razvil tudi šesti prst, psevdopalec, ki pomaga pri prijemu.
Kompleksna geometrija grebenov na notranji površini ušes pomaga pri ostrem fokusiranju ne le eholokacijskih signalov iz trkanja prsta, ampak tudi pri pasivnem poslušanju vseh drugih zvokov, ki jih proizvaja plen. Te grebene je mogoče obravnavati kot akustični ekvivalent Fresnelove leče in jih je mogoče videti pri številnih nepovezanih živalih, kot so senegalski galago (Galago senegalensis), uhata lisica (Otocyon megalotis), mišji lemur (Lemur pusillus) in druge.
Samice imajo dve bradavici, ki sta v predelu dimelj.

## Vedenje in življenjski slog
Madagaskarski dolgoprstež je nočna in drevesna žival, kar pomeni, da večino svojega življenja preživi visoko na drevesih. Čeprav je znano, da se občasno spustijo na tla, spijo, jedo, potujejo in se parijo na drevesih, najpogosteje pa jih najdemo blizu krošenj, kjer je veliko pokrova iz gostega listja. Čez dan spijo v sferičnih gnezdih na vilicah drevesnih vej, ki so zgrajene iz listov, vej in trt, preden se po mraku pojavijo in začnejo loviti hrano. So samotarske živali, ki z vonjem označujejo svoj veliki dom. Manjša ozemlja samic se pogosto prekrivajo z ozemlji vsaj nekaj samcev. Samci si običajno delijo svoja ozemlja z drugimi samci in celo znano je, da si delijo isto gnezdo (čeprav ne istočasno) in lahko navidez prenašajo drug drugega, dokler ne zaslišijo klica samice, ki išče partnerja.
Sezona parjenja traja vse leto, samice pa se običajno začnejo pariti pri treh ali štirih letih. Na dve do tri leta skotijo enega mladiča. V obdobju starševstva postane samica prevladujoča figura nad samci, in si verjetno zagotovi boljši dostop do hrane, medtem ko skrbi za svoje mladiče. Mladič ostane v gnezdu do dva meseca, preden se odpravi ven, vendar traja nadaljnjih sedem mesecev, preden lahko mladiček manevrira s krošnjo tako spretno kot odrasel.

### Prehrana in iskanje hrane
Madagaskarski dolgoprstež je vsejed in se običajno prehranjuje s semeni, oreščki, sadjem, nektarjem, rastlinskimi izločki in glivami, pa tudi s ksilofagi ali lesnimi ličinkami žuželk (še posebej z ličinkami hrošča cerambycida) in medom. Aje-aje udarjajo po deblih in vejah dreves s hitrostjo do osemkrat na sekundo in poslušajo odmev, ki nastane, da bi našli votle komore. Študije so pokazale, da akustične lastnosti, povezane z votlino za iskanje hrane, ne vplivajo na obnašanje pri izkopavanju. Ko najdejo komoro, prežvečijo luknjo v lesu in s svojimi zelo prilagojenimi ozkimi in koščenimi sredinci iz te luknje izvlečejo ličinke. Hrano začne iskati 30 minut pred sončnim zahodom in tri ure po njem. Do 80 % noči porabijo za iskanje hrane v krošnjah, ločeno z občasnimi obdobji počitka. Po drevesih pleza z zaporednimi navpičnimi skoki, podobno kot veverica. Vodoravno gibanje je težje, a se redko spusti, da bi skočil na drugo drevo, in lahko pogosto prepotuje do 4 km na noč.
Čeprav je iskanje hrane običajno samotno, občasno iščejo hrano v skupinah. Posamezni gibi znotraj skupine so usklajeni z vokalizacijami in vonjavnimi signali.

### Socialni sistemi
Klasično velja za 'samotarja', saj ni bilo opaziti, da bi se negovali drug drugega. Vendar nedavne raziskave kažejo, da je bolj družaben, kot se je nekoč mislilo. Običajno se osredotoči na iskanje hrane na svojem domačem območju ali ozemlju. Domača območja samcev se pogosto prekrivajo in samci so lahko med seboj zelo družabni. Območja samic se nikoli ne prekrivajo, čeprav se območje doma samca pogosto prekriva z območjem več samic. Samci živijo na velikih območjih do 32 hektarjev, medtem ko imajo samice manjše življenjske prostore, ki segajo do 8,1 hektarjev. Samci zaradi velikega območja doma težko branijo eno samico. Zaradi tega se vidi, da izkazujejo poliginijo. Redno označevanje z vonjem z ličnicami in vratom je način, kako sporočajo drugim o svoji prisotnosti in odganjajo vsiljivce s svojega ozemlja.
Tako kot mnogi drugi prosimijanci, samica prevladuje nad samcem. Običajno niso monogamni in pogosto izzivajo drug drugega za partnerje. Samci so na ta način zelo samozavestni in včasih celo odtegnejo druge samce stran od samice med parjenjem. Samci so običajno zaprti s samicami med parjenjem v sejah, ki lahko trajajo do ene ure. Izven parjenja samci in samice sodelujejo le občasno, običajno med iskanjem hrane. Aje-aje naj bi bil edini primat, ki za iskanje svojega plena uporablja eholokacijo.

## Razširjenost in življenjski prostor
Madagaskarski dolgoprstež živi predvsem na vzhodni obali Madagaskarja. Njegov naravni habitat je deževni gozd ali suhi listopadni gozd, vendar mnogi zaradi krčenja gozdov živijo na obdelovalnih območjih. Aje-aje iz deževnega gozda, najpogostejši, živijo v krošnjah in jih običajno opazimo nad 70 metri nadmorske višine. Čez dan spijo v gnezdih, zgrajenih iz prepletenih vej in odmrlega listja v krošnjah med trtami in vejami.

## Ohranjanje
Aje-aje je veljal za izumrlega leta 1933, a so ga ponovno odkrili leta 1957. Leta 1966 je bilo devet osebkov prepeljanih na Nosy Mangabe, otok blizu Maroantsetre ob vzhodnem Madagaskarju. Nedavne raziskave kažejo, da je bolj razširjen, kot se je prej mislilo, vendar je bil njegov status ohranjenosti leta 2014 spremenjen v prizadeto. To je iz štirih glavnih razlogov: lokalne kulture imajo aje-aje za zlo in ga kot takega ubijajo. Gozdovi Madagaskarja se zaradi krčenja zmanjšujejo. Lokalni kmetje ga bodo ubili, da bi zaščitili svoje pridelke; krivolov je še en velik problem. Vendar pa ni neposrednih dokazov, ki bi nakazovali, da predstavljajo kakršno koli legitimno grožnjo pridelkom in jih zato ubijajo na podlagi vraževerja.
Kar 50 Madagaskarskih dolgoprstežev je mogoče najti v zooloških ustanovah po vsem svetu.

### Vzreja v ujetništvu
K ohranitvi te vrste je pripomogla vzreja v ujetništvu, predvsem v centru Duke Lemur Center v Durhamu v Severni Karolini. Ta center je bil vpliven pri ohranjanju, raziskovanju in vzreji aje-aje in drugih lemurjev. Poslali so več ekip, da ujamejo lemurje na Madagaskarju, in od takrat so ustvarili skupine za vzrejo svojih lemurjev v ujetništvu. Natančneje, bili so odgovorni za prvega mladiča, rojenega v ujetništvu in preučevali, kako se on in drugi mladiči, rojeni v centru, razvijajo skozi otroštvo. Revolucionirali so tudi razumevanje diete.